# والنتین تئودوسیو
والنتین تئودوسیو (رومانیایی: Valentin Teodosiu؛ ‏ تلفظ رومانیایی: [valenˈtin te.odoˈsi.u]؛ زادهٔ ۱۷ سپتامبر ۱۹۵۳) بازیگر اهل رومانی است.
از فیلم‌هایی که وی در آن نقش داشته‌است، می‌توان به عروسی بی سروصدا، بازی‌های ترور، آمین.، حق‌السکوت، نفرین زمین، نفرین عشق، نشان مار و اورینت اکسپرس اشاره کرد.